# کلکتور باز

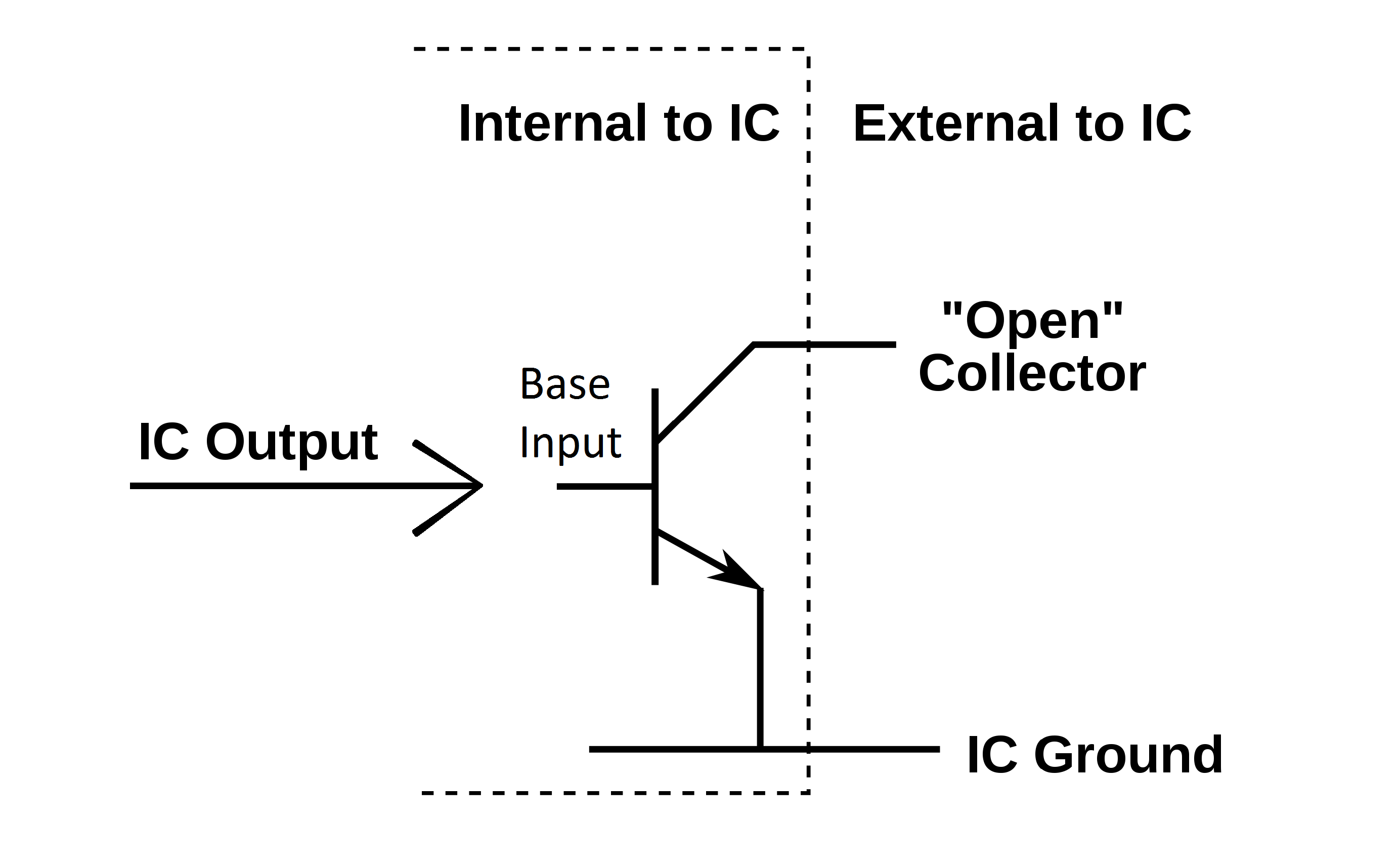
یک طرح کلی ساده از یک کلکتور باز در یک مدار یکپارچه (IC).

کلکتور باز (به انگلیسی: open collector) نوع معمولی از خروجی است که در بسیاری از مدارهای مجتمع (آی‌سی) یافت می‌شود، که مانند کلیدی رفتار می‌کند که یا به زمین وصل شده یا جدا است. به جای خارج کردن سیگنال ولتاژ یا جریان خاص، سیگنال خروجی به پایه یک ترانزیستور NPN داخلی که کلکتور آن بر روی یک پین از آی‌سی خارجی (باز) است، اعمال می‌شود. امیتر ترانزیستور از داخل به پین زمین متصل می‌شود. اگر قطعه خروجی یک ماسفت باشد، خروجی تحت عنوان درین باز نامیده می‌شود و به روشی مشابه عمل می‌کند. به عنوان مثال، کابل I2C مبتنی بر این مفهوم است.

## عملکرد
در تصویر، پایه ترانزیستور با عنوان خروجی آی‌سی مشخص شده‌است. این یک سیگنال از آی‌سی منطقی داخلی به ترانزیستور است. این سیگنال کلیدزنیِ ترانزیستور را کنترل می‌کند. خروجی بیرونی، کلکتور ترانزیستور است. ترانزیستور رابطی بین آی‌سی منطقی داخلی و قسمت‌های خارجی آی‌سی ایجاد می‌کند.
در نمادهای شماتیک قطعه، خروجی باز با این نمادها نشان داده می‌شود:
- ⎐ برای یک پینی که خروجی‌های Z-کم L یا Z-زیاد H (یا ⎒ با مقاومت بالاکِش (به انگلیسی: pull-up resistor) داخلی)
- ⎏ برای یک پینی که خروجی را Z-زیاد L یا Z-کم H (یا ⎒ با مقاومت پایین‌کِش (به انگلیسی: pull-down resistor) داخلی)

خروجی یا یک مدارِ باز یا یک اتصال به زمین را تشکیل می‌دهد. خروجی معمولاً شامل یک مقاومت بالاکش خارجی که هنگام خاموش شدن ترانزیستور، ولتاژ خروجی را بالا می‌برد است. هنگامی که ترانزیستور متصل به این مقاومت روشن می‌شود، خروجی مجبور است نزدیک به ۰ ولت باشد. خروجی‌های کلکتور باز می‌توانند برای ترازوی آنالوگ، جمع‌کننده، محدود کننده و غیره مفید باشند، اما چنین کاربردهایی در اینجا مورد بحث قرار نمی‌گیرد.
یک قطعه منطق سه-حالته برخلاف قطعه کلکتور باز است، زیرا ترانزیستورها جریان سورس (چشمه) و سینک (چاه) در هر دو حالت منطقی را شامل می‌شود، و به علاوه یک کنترل برای خاموش کردن هر دو ترانزیستور و جدا کردن خروجی دارد.

## کاربردهای افزاره‌های کلکتور باز
از آنجا که مقاومت بالاکش خارجی است و نیازی به اتصال به منبعِ ولتاژِ تراشه ندارد، به‌جای آن می‌توان از ولتاژ پایین‌تر یا بالاتری از منبعِ ولتاژِ تراشه استفاده کرد. (تهیه آن از نرخِ حداکثرِ مطلقِ خروجی تراشه تجاوز نمی‌کند) بنابراین مدارهای کلکتور باز گاهی اوقات برای رابطِ خانواده‌های مختلفِ دوات که دارای ولتاژ کارکرد متفاوتی هستند، استفاده می‌شود. ترانزیستور کلکتور باز می‌تواند برای تحمل در برابر ولتاژی بالاتر از ولتاژ منبع تغذیهٔ تراشه باشد. این تکنیک معمولاً توسط مدارهای منطقی که در ۵ ولت یا پایین‌تر برای راه‌اندازی ادواتی مانند: موتور، رله‌های ۱۲ ولت، نمایشگرهای فلورسنت خلاء ۵۰ ولت، یا لامپ‌های نیکسی استفاده می‌شود، یا برای راه‌اندازی ادواتی که نیاز به بیش از ۱۰۰ ولت دارند.
مزیت دیگر این است که می‌توان بیش از یک خروجی کلکتور باز را به یک مسیر واحد وصل کرد. اگر تمام خروجی‌های متصل به خط در حالت مقاومت بالا باشند، مقاومت بالاکش سیم را در حالت ولتاژ بالا (منطق ۱) نگه می‌دارد. اگر یک یا چند خروجی دستگاه در حالت منطقِ ۰ (زمین) قرار داشته باشد، آنها جریان را سینک می‌کنند و ولتاژ خط را به سمت زمین می‌کشند. این اتصال منطقی سیمی کاربردهای مختلفی دارد. ادوات کلکتور باز معمولاً برای اتصال چندین ادوات به یک سیگنال درخواست وقفه یا یک مسیر مشترک مانند I2C استفاده می‌شوند. با این کار ادوات می‌تواند مسیر را بدون دخالت دیگر ادوات غیرفعال، هدایت کند. اگر از ادوات کلکتور باز استفاده نمی‌شد، خروجی ادوات غیرفعال سعی در نگه داشتن مسیر ولتاژ بالا داشته و در نتیجه خروجی غیرقابل پیش‌بینی خواهد بود.

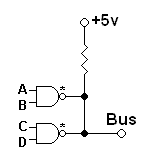
مدار فعال-پایین OR سیم بندی شده/فعال-بالا AND سیم بندی شده، گیتِ درین-باز استفاده کرده.